# Hummelsberg (Moselberge)
Der Hummelsberg ist ein 407,2 m hoher Berg im Bereich der Moselberge in Rheinland-Pfalz.
Er liegt nördlich des Mehringer Berges auf der Gemarkung von Mehring (Mosel) an den Gemarkungsgrenzen zu Schweich und Longen.
In der Nähe des Gipfels liegen das Landwehrkreuz und die Quelle des Landwehrgrabens.
Ein örtlicher Rundwanderweg an der Römischen Weinstraße führt am Hummelsberg vorbei.
Auf dem Hummelsberg befinden sich mehrere Funkanlagen.